# Joseph de Riquet de Caraman Chimay (1858-1937)
Marie Joseph Anatole Elie de Riquet (Parijs, 4 juli 1858 - Chimay, 25 juli 1937), 19e prins van Chimay en prins van Caraman, was een Belgisch volksvertegenwoordiger.

## Biografie

### Familie
Joseph de Riquet de Caraman Chimay behoorde tot de prinselijke tak van de familie De Riquet de Caraman. Hij was een zoon van  Joseph de Riquet de Caraman Chimay, gouverneur van Henegouwen, volksvertegenwoordiger en minister van Buitenlandse Zaken, enMarie-Joséphine de Montesquiou-Fézensac. Hij was een kleinzoon van Joseph de Riquet de Caraman Chimay, diplomaat, provinciegouverneur van Luxemburg, volksvertegenwoordiger en burgemeester van Chimay, en een neef van Alphonse de Riquet de Caraman Chimay, volksvertegenwoordiger en gemeenteraadslid van Chimay.
Hij trouwde in 1890 in Parijs met Clara Ward (1873-1916). Ze kregen een zoon en een dochter, met afstammelingen tot heden. Hij hertrouwde, na echtscheiding en kerkelijke nietigverklaring, in 1920 in Parijs met Gilone Le Veneur de Tillières (1889-1962). Ze kregen twee zoons, met afstammelingen tot heden.

### Loopbaan
Hij werd in 1892 verkozen tot katholiek volksvertegenwoordiger voor het arrondissement Philippeville, in opvolging van zijn overleden vader. Hij beëindigde het mandaat in 1894.